# Ogava Kóki
Ogava Kóki (小川 航基) (Jokohama, 1997. augusztus 8. –) japán válogatott labdarúgó.

## Klub
A labdarúgást a Júbilo Iwata csapatában kezdte.

## Nemzeti válogatott
A japán U20-as válogatott tagjaként részt vett a 2017-es U20-as labdarúgó-világbajnokságon. 2019-ben debütált a japán válogatottban.

## Statisztika
| Japán válogatott | Japán válogatott | Japán válogatott |
| Időszak          | Mérk.            | gól              |
| ---------------- | ---------------- | ---------------- |
| 2019             | 1                | 3                |
| Összesen         | 1                | 3                |